# Nocturnal Walks
Nocturnal Walks est une composition de Franz Koglmann composée par la ville roumaine de Sibiu pour célébrer son statut de capitale européenne de la culture en 2007. L'œuvre est écrite pour 2 flûtes, hautbois, cor anglais, clarinette, 2 trompettes, bugle, trombone, tuba, 2 violons, alto, violoncelle, accordéon, tambours, et vibraphone. Plus la voix d'Emil Cioran parlant en allemand à Paris, avec des citations musicales de Haydn.